# Inscutomonomma andreaei andreaei
Inscutomonomma andreaei andreaei es una subespecie de coleóptero de la familia Monommatidae.

## Distribución geográfica
Habita en Namaqualand (África).